# ハンディキャップ (ゴルフ)
ゴルフのハンディキャップとは、ゴルファーの潜在能力を数値化したもので、様々な能力を持つプレーヤーが互いに競い合うことができるようにするために使用される。より技量の高いプレーヤーのハンディキャップ数値は低くなる。
長年にわたって、ハンディキャップに関するルールは国によってまちまちで、世界各地でさまざまなシステムが施行されてきた。これらシステム間には互換性がなく、変換することも困難だったことから、ゴルフの統括団体である USGA と R&A は、各国の既存ハンディキャップ統括団体と協力して、ワールドハンディキャップシステム (World Handicap System, WHS) を考案し、2020年から世界的に導入が開始された。

## 歴史
ゴルフのハンディキャップに関する最古の記録は、17世紀後半、スコットランドのエディンバラで学生だったトーマス・キンケイド (Thomas Kincaid) がつけた日記だとされているが、ゴルフでハンディキャップという言葉が使われるようになるのは19世紀末のことだった。与えられるストロークの数とそれらが有効となるホールはプレー開始前に競技者同士で交渉が行われた。ヘンリー・ブロアム・ファーニー (Henry Brougham Farnie) の『The Golfer's Manual』によれば、"third-one"（3ホールごとに1ストローク）、"half-one"（2ホールごとに1ストローク）、"one-more"（1ホール1ストローク）、"two-more"（1ホール2ストローク）などの用語が使われたという。
19世紀後半、イングランドとスコットランドでは、ゴルファーの年間ベストスコア3つの平均とパーの差を計算してハンディキャップとするという方法が広く使われるようになった。だがゴルフが普及するにつれ、この方法に対して不満を持つ者も多くなった。ベストスコア3つの平均値を基準としたのでは、あまり上手ではないプレーヤーにとっては基準でプレーできる可能性がとても低かったからだ。もう一つの問題は、このハンディキャップ数値では、難易度の異なる他所のゴルフ場では通用しないという点だった。
ハンディキャップ制度というゴルフとしては基本的な部分であるにもかかわらず、英国内だけでも様々なバリエーションが存在し、また、まったく別種の制度も使われているという現状を打開するため、英国及びアイルランドのゴルフ統括団体は制度の標準化を図った。より公平であると見做し得る最初の基準の一つは1890年代にレディーズゴルフユニオン (Ladies Golf Union, LGU) によって導入された。この基準では、クラブがコースレーティングを定めるのではなく、LGU が査定を行って決定することにしたのが大きなポイントになった。男子ゴルフに関しては、1924年に英国ゴルフユニオン合同諮問委員会（British Golf Unions Joint Advisory Committee、現在の CONGU）が発足し、英国及びアイルランドにあるゴルフコースのコースレートを統一基準で査定することを含めた公平なハンディキャップシステムの制定に着手、1926年に "Standard Scratch Score and Handicapping Scheme" として明文化されるまで待たねばならなかった。

米国では、ゴルフの全国統括団体は USGA だけしかなかったため、ハンディキャップシステムの標準化や移行は幾分かは容易だった。1911年に導入された、全米向けとしては初めてのハンディキャップシステムは英国の3スコア平均を用いるシステムに基づいたものだった。USGA の最大の成果は、「パー評価 (par rating、パーレート、パーレーティング)」法の導入であった。これは、すべてのコースにおいて、スクラッチゴルファーのグッドスコア平均が何打であるかを基準とするもので、これにより、プレーヤーはあるコースで取得したハンディキャップの数値を別のコースでも使用することができるようになった。また、ハンディキャップの数値というのは、そのプレーヤーの潜在能力を示すことを意図したものであって、平均的プレーでの能力を反映しているものではないということを明確化した。USGA は当初、パーレーティングは当該クラブの申告によるものとしていたが、早い段階で USGA 自身がパーレーティング評価を行うことに改めた。USGA のハンディキャップシステムは、年を追うごとに計算に使用する提出スコアカード数の増加やエクイタブルストロークコントロール (Equitable Stroke Control, ESC) の導入などが行われ改良されていった。そして最大の変革点としてはスロープレーティングシステム (Slope Rating System) の創設が挙げられる。これによりスクラッチゴルファーとボギーゴルファーの間に存在するコース難易度とスコア差の整合を可能なものとした。このシステムは現在、世界各地に存在する多くのハンディキャップシステムの基礎をなすものとなっている。
ゴルフが世界的に普及するにつれ、各国のゴルフ統括団体がそれぞれハンディキャップに関する独自のルールを作り、あるいは他国のシステムを移入していった。21世紀初頭の段階で、世界各地で運用されている主要なハンディキャップシステムが6種類存在した：
USGA ハンディキャップシステム（米国）、EGA ハンディキャップシステム（ヨーロッパ大陸）、CONGU統一ハンディキャップシステム（英国、アイルランド）、ゴルフオーストラリアハンディキャップシステム、南アフリカハンディキャップシステム、およびアルゼンチンハンディキャップシステム
これらのシステムは、例えばコースレーティングシステムなどにおいては、共通の特徴を共有してはいるが、システム間での互換は難しい。これらの問題を解消するために、USGA と R&A は、既存の様々なハンディキャップ統括団体と協力し、新しいワールドハンディキャップシステムを考案し、2020年から世界的に段階的導入が始まった。

## 概要
ゴルフクラブのメンバーとなっているアマチュアゴルファーは、通常その地域および国の統括団体に年会費を支払うことでオフィシャルハンディキャップ取得の資格を得ることができる。オフィシャルハンディキャップは、低ハンディキャップ保持者に対しては頻繁に付加的な審査を行うことが可能なゴルフクラブにより管理される。公式ハンディキャップを取得する資格のないゴルファーのためのシステムも存在する（しばしば無料）。ハンディキャップシステムはプロゴルフでは一般に使用されない。ハンディキャップがゼロであるゴルファーはスクラッチゴルファーと呼ばれ、ハンディキャップが 18 程度のゴルファーはボギーゴルファーと呼ばれる。
USGA は独自のハンディキャップシステムを持ちこれを運営しているが（2020年以降はワールドハンディキャップシステムに移行予定）、R&A に加盟している国のハンディキャップシステムの運営は、それぞれの国のゴルフ協会等の統括団体がその責任で管理を行っている。これらの団体のハンディキャップ計算方法はまちまちであるが、共通しているのは個々のプレーヤーの直近のラウンド履歴に基づいてそのプレー能力が計算される点である。従って、ハンディキャップは固定されたものではなく、定期的に見直しが行われて増加したり減少したりする。あるシステム（例えばワールドハンディキャップシステム、USGA、ヨーロッパゴルフ連合）はプレーするコースやティーセットに応じてプレイングハンディキャップが計算されるのに対して、他のシステム（例えばCONGU統一ハンディキャップシステム）ではプレーヤーが保持するハンディキャップ値を整数に丸めるだけであるなどまちまちである。
世間で広く信じられていることとは異なり、プレーヤーのハンディキャップとは、そのプレーヤーの潜在能力、言い換えるとその調子が良いときに発揮し得るであろう能力（良いスコアの平均、アベレージベスト）を反映することを意図したものであり、全体的な（オーバーオールの）平均スコアではない。統計的には、低ハンディキャップ保持者はそうでない者に比べ、より一貫性の高いプレーをするので、ハンディキャップ数値に近いスコアをしばしば出す。

## ハンディキャップシステムの特徴

### スコアリング
ハンディキャップ計算をする前の段階の、ホール（あるいはラウンド）で費やした打数そのものをグロススコアと呼び、ハンディキャップの打数を差し引いた打数をネットスコアと呼ぶ。
ハンディキャップ制を採用したストロークプレー競技では、そのゴルファーのプレイングハンディキャップがトータルのグロススコアから差し引かれて、最終成績を決めるネットスコアになる。
ハンディキャップ制のステーブルフォード競技におけるプレーヤーのハンディキャップは、あらかじめ定められているホールレーティング（ストロークインデックス）にしたがって割り振られ、該当するホールではそのプレーヤーの打数が差し引かれ、これを基に各ホールの獲得ポイント計算が行われる。
マッチプレーにおいては対戦するプレーヤー（チーム）のハンディキャップ差をハンディキャップが低い方から高い方に与え、これをストロークインデックスの小さいホールから順に1打ずつ割り当てていく。ペアマッチやチームマッチでは、平等性確保のためハンディキャップ値を一定の割合（パーセントで示される）差し引くことも行われる。

### コースレーティング
コースレーティング、（スタンダード）スクラッチスコア、スクラッチレーティング、スタンダードレーティングなどと呼ばれる数値は、ゴルフコースにおいて、あるティーセットに対するスクラッチゴルファーの平均的な「調子が良いときのスコア」を示し、いずれのコースにおいても似たような数値となる。パー72のコースでのコースレーティングは一般的には 67 から 77 の間のどこかを取る。コースレーティングの計算方法はシステムによりそれぞれ異なるが、距離とコース上のハザードが大きなファクターになるのは共通である。いくつかのシステムではこの二つのファクターのみ、あるいは距離のみが考慮されるシステムも存在するが、最新のハンディキャップシステムでは「USGA コースレーティングシステム」と呼ばれる多種の要素、例えば標高、フェアウェイの広さ、ラフの長さ、グリーンの大きさや形状その他を考慮に入れた計算法を採用している。
一部のハンディキャップシステムでは、プレーする日によって変わる条件（ティー位置やホールカップの位置、グリーンのスピードといったコースセットアップ、天候など）を考慮してコースレーティングの調整を行うスキームも持っている。この調整値を WHS では "Playing Conditions Calculation, PCC"、CONGUでは "Competition Scratch Score"、オーストラリアでは "Daily Scratch Rating"、南アでは "Calculated Rating" と呼ぶ。
コースレーティングに似た用語としてボギーレーティングがある。これはボギーゴルファーの視点でのコースの困難さの尺度である。

### スロープレーティング
ゴルフコースのスロープレーティングとは、USGA が考案したもので、スクラッチゴルファーと比較してボギーゴルファーの相対的な難易度を表す。スロープレーティングは55から155の範囲で、標準的な相対的難易度のコースは113であり、数値が高いほど相対的に難しいコースであることを意味する。

### プレイングハンディキャプまたはコースハンディキャップ
ほとんどの主要なハンディキャップシステムでは、プレーヤーは自身の持つハンディキャップ値（あるいはハンディキャップインデックス）をそのまま使うのではなく、これを基にプレイングハンディキャップあるいはコースハンディキャップを算出したうえで使用する。一部のシステムではそのようなプロセスがなく、単に整数に丸めるだけ、というものも存在する。ただし、スロープレーティングを使用するシステムにあってはコースハンディキャップ算出のための計算が必要となる：
{\displaystyle {\mbox{Course handicap}}={\frac {({\mbox{handicap index}}\times {\mbox{slope rating}})}{\mbox{113}}}}
または
{\displaystyle {\mbox{Course handicap}}={\frac {({\mbox{handicap index}}\times {\mbox{slope rating}})}{\mbox{113}}}+({\mbox{course rating}}-{\mbox{par}})}
例えばハンディキャップインデックスが 14.2 のプレーヤーがコースレーティング 69.2、スロープレーティング 130 のコース（パー 72）を競技プレーする場合、第 1 の式ではプレイングハンディキャップ 16.3 が適用される。第 2 の式では 13.5 となる。この時のスクラッチプレーヤーのプレイングハンディキャップはそれぞれ 0 および -2.8 となる。
USGA およびゴルフオーストラリアのシステムでは第1の式を使用し、WHS、EGA、Golf RSA（南ア）システムでは第2の式を使用する。CONGU統一ハンディキャップシステムではプレーヤーの持つハンディキャップを整数に丸めたものがプレイングハンディキャップに使われ、アルゼンチンシステムではプレーヤーのハンディキャップがそのまま使われる。
プレイングハンディキャップは競技プレー形式によってはストローク数を対戦者間での遣り取りのために使われたりもする。

### ストロークインデックス
ストロークインデックスとはゴルフコースの各ホールに割り当てられ、通常はスコアカードに印刷されている番号であり、どのホールにハンディキャップストロークを適用するかを示す。18ホールのコースでは各ホールに1から18目での番号が割り振られる（9ホールコースでは1から9）。最小の数字はハンディキャップが高い人が恩恵を受ける可能性が最も高いホールに割り当てられ、最も高い数字は恩恵を受ける可能性が最も低いホールに割り当てられる。バランスの良い分布を確保するため、奇数番号を始めの9ホールに、偶数番号を後の9ホールに割り当てることが多い。ガイドラインとして、通常、各9ホールの最初と最後のホールには最小の数値を割り当てないよう推奨されている。ハンディキャップが近いプレーヤー同士でプレーオフになった場合に、最初のホールのストロークインデックスが最小値だと、1ホール目で必ずハンディキャップが適用されてしまうこと、および最後のホールのそれが最小値だと、そのハンディキャップが試合で使われる可能性が低くなるのを避けることを目的としている。 

### 最大ホールスコア
世の中で使用されるハンディキャップシステムのほとんどは、1つまたは複数のホールの非常に高い（打数の多い）スコアが記録されるとハンディキャップの計算や更新に大きく影響を与えるので、これを避ける仕組みを持っている。具体的には各ホールスコアの上限値を定めることであり、ハンディキャップ計算の為にだけ使用される; すなわちそれは競技やマッチの結果を定めるために使用されない。このホールスコア上限は固定数かパー打数に対して定められた打数となる。具体的にはエクイタブルストロークコントロール (ESC) およびネットダブルボギー（またはステーブルフォードのポイント調整）の2種類の方法がホール上限打数定義のための最も一般的な処理法となっている。

### ハンディキャップディファレンシャル
ハンディキャップディファレンシャルあるいはスコアディファレンシャルは、多くのハンディキャップシステムで採用されており、ゴルファーの技量に対してプレーするコースの難易度を考慮に入れて調整する手法となっている。通常、計算を行うに際しては、トータルスコアに対して、まず ESC やネットダブルボギー法で調整を行ったスコアを用いる。コースレーティングやその日のコンディションも調整の一要素となる。
コースレーティングとスロープレーティングを使用するハンディキャップシステムの場合、スコア（上記参照）を使用した一般的な計算は次のとおりとなる：
{\displaystyle {\mbox{Handicap differential}}={\frac {({\mbox{adjusted score}}-{\mbox{course rating}})\times {\mbox{113}}}{\mbox{slope rating}}}}
ディファレンシャルは新規にハンディキャップを計算するためと、既に取得済みのハンディキャップの修正の両方で使われる。決められた数の最新ディファレンシャルの平均値が用いられる（例えば USGA システムでは直近20スコアからベストの10を抽出する）。
他のハンディキャップシステムではディファレンシャルは単純に調整後のグロススコアと標準レーティング（コースレーティング、スタンダードスクラッチスコアなど）の差であり、ハンディキャップ更新・維持のための様々な用途に用いられる。

### ハンディキャップ精査
ゴルフクラブにおいて、ハンディキャップの精査は選出されたハンディキャップ担当統括者を中心とし、比較的小規模な委員会の支援を受けてすべてのメンバーについての年次レビューを実施する。また、個々のメンバーからの臨時の要求（通常は年齢や中長期の病気休養による技量への影響）に関しての対応・処置も行う。これによりあらゆる能力のゴルファー間の公正な競争を確立することを目的としたハンディキャップの設定と維持が行われ、クラブ全体のハンディキャップの均一性が確保される。
地域レベルでは、精査範囲が拡大され、低ハンディキャップ保持者に対して厳密な検証が行われる。これにより適切なレベルのプレーヤーだけが上位大会にエントリーすることができる。時折、このシステムを悪用したプレーヤーが見つかり、上位大会から除外される。これを行う地域統括団体は、個々のクラブのハンディキャップ管理者が適切に業務をしているかの監視や、必要であれば講習等を実施したりもする。
全国的視点では、精査範囲はさらに拡大され、上級国際大会への参加申し込みが適正かどうかの判断も担う。また、ハンディキャップシステムが未来のためにどのような改善が必要であるかについて定期的な検討も行う。

## ハンディキャップシステム

### ワールドハンディキャップシステム (WHS)
これまで世界中ではさまざまなハンディキャップシステムが使用されており、個々のシステム内の矛盾も多く、あるゴルファーがその所属団体とは別のハンディキャップシステムが使用されている場所で対等に競争することの困難さを解消するため、2011年に R&A と USGA はゴルフの主要統括運営団体として、世界中で使用できる統一ハンディキャップシステムの構築に取り組み始めた。2018年2月には、ワールドハンディキャップシステム (World Handicap System, WHS) を2020年に開始すると発表した。導入後も WHS は R&A と USGA によって管理され、既存の6つの主要なハンディキャップ統括団体（USGA、英国及びアイルランド CONGU（全国ゴルフ協会）、EGA（欧州ゴルフ協会）、ゴルフオーストラリア、SAGA（南アフリカゴルフ協会）、AAG（アルゼンチンゴルフ協会））が地域レベルでシステムを運営する予定となっている。
WHS は米国 USGA のコースレーティングおよびスロープレーティング両システムに基づいており、また USGA ハンディキャップシステムにほぼ準拠していると同時に、6つの主要な既存ハンディキャップシステムの機能も組み込まれている。例えば、ハンディキャップの計算に際し、ネットダブルボギー調整後の8つのディファレンシャルが使用されるのはゴルフオーストラリアのシステムからの流用であり、ネットダブルボギー調整は CONGU 統一システムに倣ったもので、WHS のコースおよびプレイングハンディキャップ計算におけるコースレーティング調整値の導入はEGAシステムに倣ったものである。既に現行のハンディキャップを持っているプレーヤーは、旧システムに残っている記録を用いて WHS ハンディキャップを計算できる；ほとんどのプレーヤーの場合で、仮に差が生じたとしても最大で1ないし2程度だろうと見積もられている。
新しい WHS ハンディキャップを得るには何枚かのスコアカードを提出する必要がある。枚数が少なくてもハンディキャップの算出は可能だが、合理的で公正、且つ正確なハンディキャップ算出のためには、9ホールあるいは18ホールのラウンドからなる最低54ホール分のスコアを提出することが推奨されている。ハンディキャップの更新は9または18ホールのスコアを提出するたびに行われ、毎日公開される。全てのプレーヤーは競技ラウンドとレクリエーションラウンドを問わず両方のスコアを提出してよい（これまで CONGU 統一ハンディキャップシステムではカテゴリー2以上のゴルファーでないと非適格スコアの提出は認められていなかった）。現行のハンディキャップは最良の8つのディファレンシャルの平均値を基に計算されるが、プレーヤーの真の潜在能力を必ずしも反映しない急激な数値増加を避けるための対策がとられている。すなわち、極端にスコアが悪い1つあるいは2つのホールのために不釣り合いな影響が出るのを防ぐため、ネットダブルボギー方式によるホールの最大打数制限もある。
例えば、プレイングハンディキャップが12のプレーヤーは、ストロークインデックス (SI) が1から12までのホールではパー+3打、その他はパー+2打を上限とする。プレイングハンディキャップ24のプレーヤーは SI が1から6までのホールではパー＋4打、その他はパー+3打が上限となる。

#### ワールドハンディキャップシステムの概要
WHSのハンディキャップは、過去20ラウンドのうちベストスコア8つをもとに、パーから何打多いか、あるいは何打少ないかの回数でプレーできる潜在能力があるかを計算するものである。計算にはいくつかの変数があり、これには直近のラウンドのスコア、コースレーティング、スロープレーティングが含まれる。
スコアディファレンシャルはネットダブルボギー調整後のスコアを用い、下記の式に当てはめてスコアカードごとに計算される
{\displaystyle {\mbox{18-hole score differential}}={\frac {\mbox{113}}{\mbox{slope rating}}}\times ({\mbox{adjusted gross score}}-{\mbox{course rating}}-{\mbox{PCC adjustment}})}
{\displaystyle {\mbox{9-hole score differential}}={\frac {\mbox{113}}{\mbox{slope rating}}}\times ({\mbox{adjusted gross score}}-{\mbox{course rating}}-({\mbox{0.5}}\times {\mbox{PCC adjustment}}))}
ハンディキャップインデックスの計算には18ホールのディファレンシャルのみが使用される。このため9ホールのディファレンシャルは最新の20の残りから適切なものを選び組合わせて18ホール分とする。また、18（または9）ホール未満しかプレーしなかったスコアでは、それが14（または7）ホール以上であれば不足しているホール分は「スケールアップ（外挿）」することが許されている。
スコアディファレンシャルは小数点以下1桁に丸められ、20件のスコアを提出した場合には最良の8つが平均値計算され、これを小数点以下1桁に丸めたものがハンディキャップインデックスとなる。はじめてのハンディキャップ計算では、最低5件のスコアカードが必要で、各ホールの最大打数は「パー+5打」とする。5以上20未満のラウンド数の提出があった場合には、その数に応じた追加の補正を行ったうえで計算する。
| ラウンド数 | 必要なディファレンシャル数 | 調整値 |
| ---------- | -------------------------- | ------ |
| 3          | 最低1                      | -2.0   |
| 4          | 最低1                      | -1.0   |
| 5          | 最低1                      | 0      |
| 6          | 最低2                      | -1.0   |
| 7または8   | 最低2                      | 0      |
| 9から11    | 最低3                      | 0      |
| 12から14   | 最低4                      | 0      |
| 15または16 | 最低5                      | 0      |
| 17または18 | 最低6                      | 0      |
| 19         | 最低7                      | 0      |

ハンディキャップインデックスを計算するための基本的な式は次のとおりで（ここで {\displaystyle n} は使用するディファレンシャルの数）、結果は小数点以下第1位に四捨五入丸めを行う。
{\displaystyle {\mbox{Handicap index}}={\frac {1}{n}}\sum _{x=1}^{n}{\mbox{Differential}}_{x}+{\mbox{adjustment}}}
ハンディキャップインデックスは実際のプレーに際してその値を直接使うのではなく、これを基にして使用するティーセットのスロープレーティングやコースレーティングのパーの打数差等を用いてプレイングハンディキャップを算出したうえで使用される。計算結果は整数に丸められる。競技フォーマットによっては、ホールハンディキャップ適用のために、丸められていないコースハンディキャップを変換して使うこともある。
{\displaystyle {\mbox{Course Handicap}}={\frac {({\mbox{Handicap index}}\times {\mbox{Slope Rating}})}{113}}+({\mbox{course rating}}-{\mbox{par}})}
WHS では例外的なスコアが発生してハンディキャップが急激に増加することを防ぐための規約が設けられている。新しい計算結果が、直近365日間のハンディキャップインデックス最小値より 3.0 以上上昇した場合には 3.0 を超える部分は 50% にカットされる（ソフトキャップ） 。それでも上昇を続けて最低値に対して 5.0 上回った時にはそれ以上の上昇は停止される（ハードキャップ）。つまり 365 日間で 5.0 を超えて増加することはない。なお、ハンディキャップインデックスが減る方向の変化量や速度に制限はない。登録ゴルファーのハンディキャップインデックスは毎日更新されている。
WHS の多くの要素は、各国の統括団体による独自の設定が可能な柔軟性を持っている。例えば、9ホールスコアは別の9ホールスコアと組合わせるのではなく2倍にスケールアップ、コースハンディキャップ計算の際の {\displaystyle ({\mbox{course rating}}-{\mbox{par}})} 項の省略、プレイングハンディキャップ計算のために使うコースハンディキャップ数値の丸め、などが許されている。が、基本的なハンディキャップインデックスの計算法は同一である。

### その他のシステム
オフィシャルハンディキャップを持たないゴルファーのハンディキャップについては、いくつかのシステムが考案されている：

#### ペリアシステム
ペリアシステムは、チャリティーや企業のゴルフデーなどのイベントに参加するすべてのプレーヤーのハンディキャップを設定するために考案された。プレーが始まる前に、主催者はプレーするコースから6ホールを密かに選択する。プレーヤーがラウンドを完了すると、選択されたホールのスコアにペリアアルゴリズムを適用して、そのラウンドのハンディキャップを決定する。最後にグロススコアからそのハンディキャップを差し引いてネットスコアを算出する 。

#### キャロウェイシステム
キャロウェイシステムは、ペリアと同じ目的で設計されたワンデイハンディキャップシステムである。キャロウェイハンディキャップアルゴリズムは、単純な表に従って、最悪のホールスコア（ダブルパーが上限）を合計し、これをその日のハンディキャップとするもの。

#### シャイドシステム
シャイド (Scheid) システムは、使用されるテーブルのバージョンが異なることを除いて、キャロウェイシステムに類似している。 

#### システム36
システム36 は、キャロウェイシステムやペリアシステムと同様な目的を持つ臨時ハンディキャップシステム。ラウンドを通して、ゴルファーは次の式に基づいてポイントを獲得します。
- ダブルボギー以下：0ポイント
- ボギー：1ポイント
- パー以上：2ポイント

ラウンドの終了時に、獲得したポイントが集計されます。合計は 36 から差し引かれ、結果の数がこの日のハンディキャップになる。